# June Squibb
June Louise Squibb (født 6. november 1929) er en amerikansk teater-, tv- og filmskuespiller. Hun er kendt fra roller i Alice, En duft af kvinde, Uskyldens år, In & Out, Far from Heaven og Nebraska.
Squibb begyndte sin karriere på teateret og har blandt andet medvirket i musicalen The Happy Time on Broadway, hvor hun blev nomineret til en Tony Award for bedste kvindelige birolle i en musical i 1968. Ved Oscaruddelingen i 2014 blev Squibb nomineret til en Oscar for bedste kvindelige birolle for sin præstation i Alexander Paynes film Nebraska.
Squibb har også arbejdet som model.